# Muidertrekvaart
Le Muidertrekvaart est un canal de halage, qui est situé dans la province néerlandaise de la Hollande-Septentrionale.

## Géographie
De nos jours, le Muidertrekvaart s'étend entre le Canal d'Amsterdam au Rhin à Diemen et le pont Hakkelaarsbrug à Muiderberg, où il devient Naardertrekvaart, en continuation vers Naarden.